# Konurhacıobası, Keskin
Konurhacıobası là một xã thuộc huyện Keskin, tỉnh Kırıkkale, Thổ Nhĩ Kỳ. Dân số thời điểm năm 2010 là 367 người.